# Zemnick
Zemnick è una frazione della città tedesca di Zahna-Elster.